# حمام وكيل (كرمان)
حمام وكيل (بالفارسية: حمام وکیل) هو حمام تاريخي يعود إلى القاجاريون، ويقع في كرمان.